# Lanien Blanchette
Lanien Blanchette (geb. 1986 in Saddlers, St. Kitts und Nevis) ist eine Politikerin in St. Kitts und Nevis. 2022 war sie Speaker (Sprecherin) der National Assembly of Saint Kitts and Nevis.

## Leben
Blanchette hat einen Bachelor in Criminal Justice (Kriminalistik) vom Monroe College, New York. Sie graduierte mit dem Bachelor of Laws Programm der University of the West Indies, Cave Hill Campus in Cave Hill, Barbados und erhielt eine Ausbildung an der Norman Manley Law School in Jamaika. Sie praktiziert als Rechtsanwältin.